# Bath Estate FC
El Centre Bath Estate FC es un equipo de fútbol de Dominica y milita en el Campeonato de fútbol de Dominica, principal liga de fútbol de la isla.

## Palmarés
- Campeonato de fútbol de Dominica: 3

2008, 2009, 2010
- Creole Cup: 1

2013